# Sylvain Luc
Sylvain Luc (Bayonne, 1965. április 7. – Párizs 20. kerülete, 2024. március 14.) Django Reinhardt-díjas francia dzsesszgitáros.

## Pályafutása
Még tinédzserként szeretett bele a dzsesszbe. Folyamatosan fejlesztette improvizációs tudását.
Az Academia de Bayonne hallgatója volt, ahol gitározást, gordonkázást, hegedű- és mandolinjátékot tanult, miközben egyre inkább a dzsessz kerítette hatalmába.
Játszott a Bubble Quartettel, és a húszas éveiben felfedezte a magának dél-afrikai zenét is.
Első albumát  2000-ben adta ki.

## Lemezei
- La Vie en Rose (2015)
- Trio Sud/Joko/Ambre (2010)
- Standards (2009)
- Summertime (2009)
- Young and Fine (2008)
- Joko (2007)
- Solo Ambre (2005)
- Trio Sud (2002)
- Sud (2000)
- Duet (2000)
- Piaïa Naïa: Le Voyage Désiré (1999)
- 3 Original Album Classics
- Best Moments
- Giu' La Testa
- Organic

## Díjai
- Django Reinhardt-díj(wd)